# Håkan Lidheim
Håkan Lidheim, född 10 september 1951, död 7 juli 2007, var en svensk fotbollsspelare och fotbollstränare som under åren 1971–1979 spelade för Kalmar FF, varav 1976–1979 i Allsvenskan.

## Fotbollskarriär
Lidheim värvades till Kalmar 1971 av senare landslagstränaren Lars "Laban" Arnesson. Lidheims spelstil var den hos en energisk grovjobbare. Lidheim kunde inte alltid vara säker på sin plats i startelvan men spelade ändå de flesta matcherna för KFF. Lidheim spelade en stor roll för avancemanget till allsvenskan under säsongen i Div 2 1975. Under hösten 75 spelade Håkan sin bästa fotboll och gjorde mål 4 matcher i rad med början när det endast var sex omgångar kvar av serien. I sista omgången blev Lidheim i andra halvlek utbytt mot Kjell Nyberg som gjorde segermålet i 3-2 vinsten mot Västra Frölunda som innebar säkrat avancermang till allsvenskan 1976. Totalt gjorde Håkan 299 matcher för KFF och 36 mål. I allsvenskan blev det 40 matcher och ett mål. Parallellt med klubblagen spelade Lidheim även i "Ölandslaget i fotboll".

### Efter spelarkarriären
Var Håkan assisterande tränare i flera fotbollsklubbar, assisterande tränare i Kalmar FF och arbetade även i flera år vid Stagneliusskolans fotbollsgymnasium i Kalmar.

## Meriter
Kalmar FF
- Lilla silvret i Fotbollsallsvenskan 1977
- Division 2: 1975